# Meister der Georgslegende

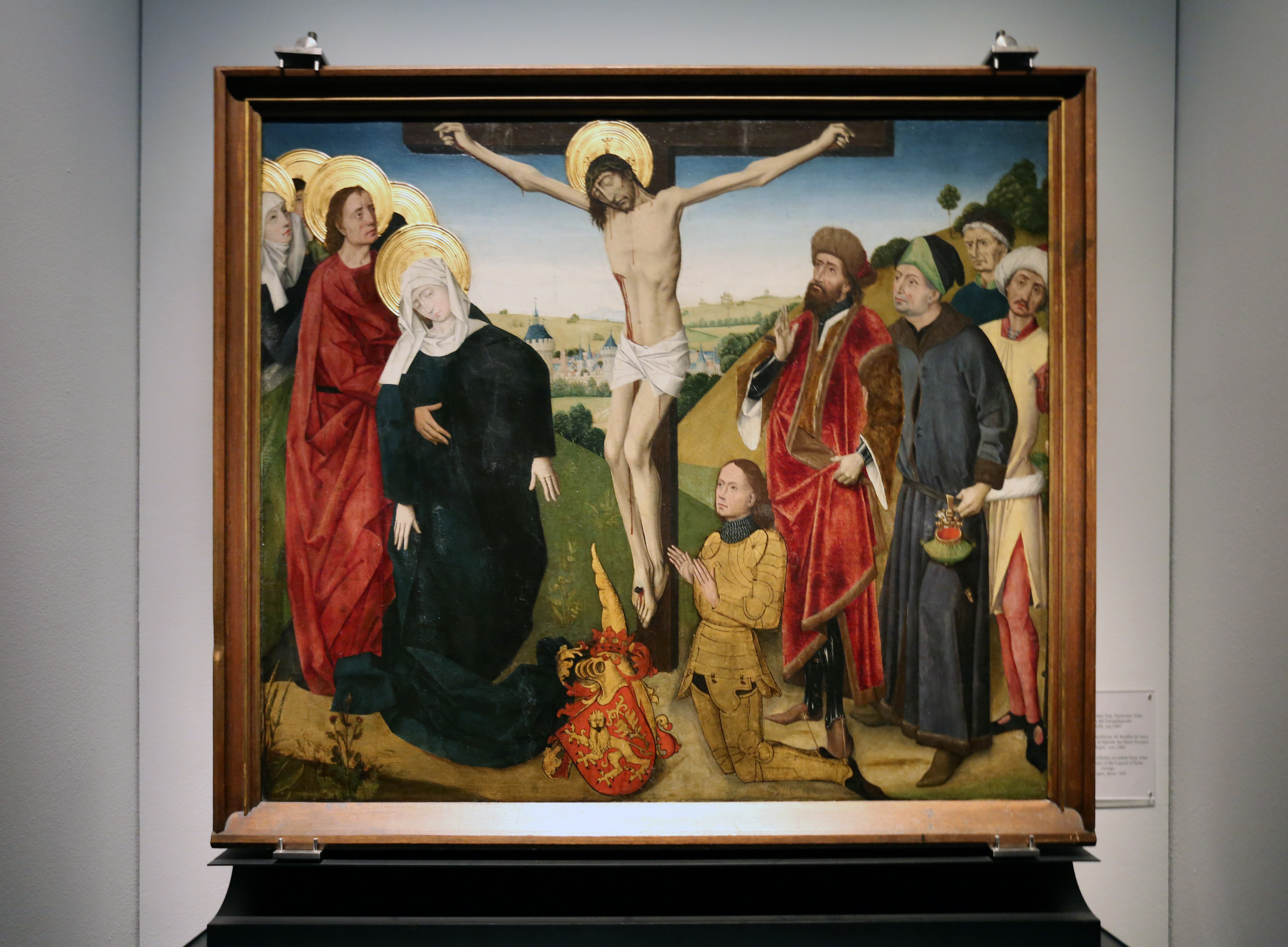
Kreuzigungs- oder auch Saynscher Altar aus dem Aachener Dom, um 1460, Aachener Domschatz.

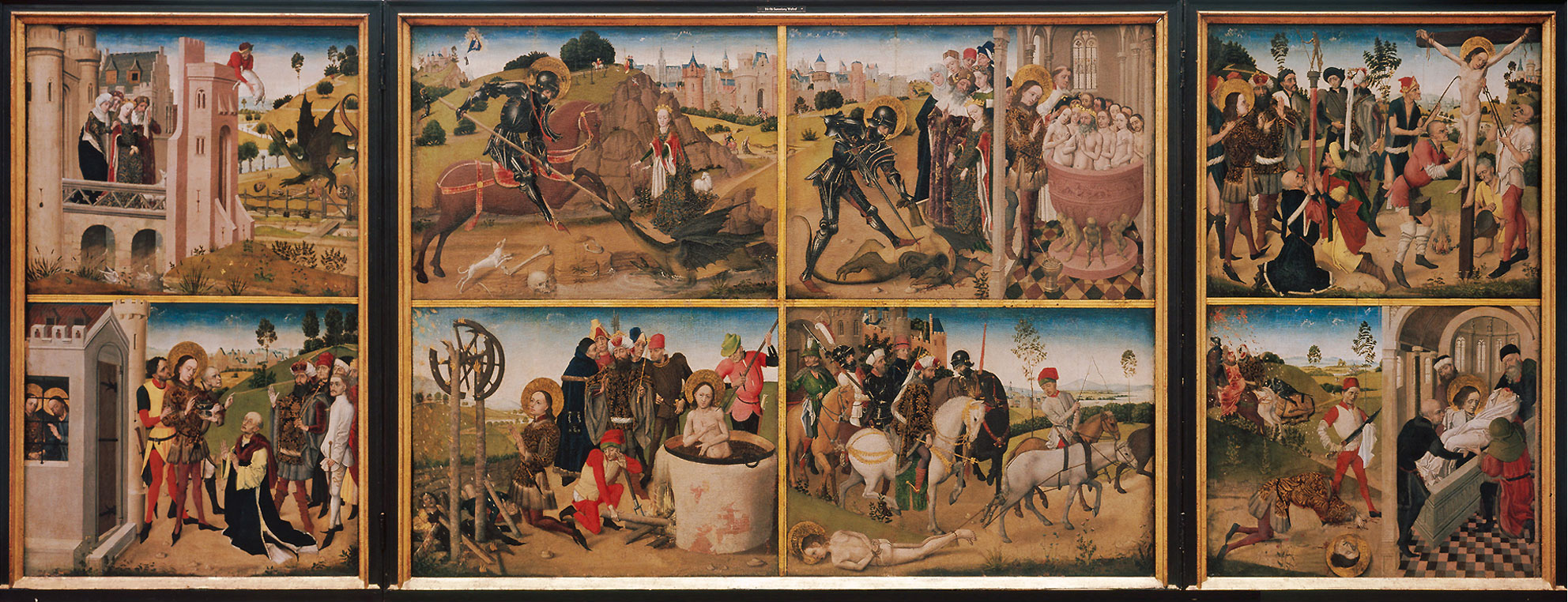
Georgslegende, um 1465, Wallraf-Richartz-Museum Köln.

Der Meister der Georgslegende ist ein Notname für einen etwa zwischen 1465 und 1480 in Köln tätigen Tafelmaler, der stark von der niederländischen Ars Nova beeinflusst wurde. Er ist nach einem vielfigurigen Altarretabel mit Darstellungen zur Legende des Hl. Georg im Wallraf-Richartz-Museum Köln benannt.

## Leben
Uneinigkeit besteht darüber, ob der Maler aus Köln stammte und dort auch ausgebildet wurde.
Relativ gesichert ist die stilistische Beobachtung, dass der Meister in den 1450er Jahren die Malerei im franko-flämischen Kunstraum kennengelernt hat, wo er besonders mit der Kunst des in Amiens und dann in Valenciennes wirkenden Tafel- und Buchmalers Simon Marmion und seines Umkreises in Berührung kam. Ebenso spielt die Kunst des Dierick Bouts in Löwen und des Rogier van der Weyden in Brüssel eine wichtige Rolle für seine Bilderfindungen. Es lässt sich die intensive Arbeit mit Musterzeichnungen belegen, die der Maler vermutlich in den frühen 1460er Jahren aus den Niederlanden nach Köln mitgebracht hat. Es wurden auch Einflüsse durch Kölner Maler, wie etwa den Meister der Johannesvision, diskutiert.
Es wird vermutet, dass der Meister um 1460 in Aachen einen Altar für den dortigen Dom geschaffen hat (Saynscher Altar). Zu den ersten Werken in Köln gehörte der namensgebende Georgsaltar, der früher in die Zeit um 1460 datiert wurde, für den aber nach neueren gemäldetechnischen Untersuchungen eine Entstehungszeit um 1465 angenommen wird.
Welche Kölner Werke ihm nach der Mitte der 1460er Jahre zuzuordnen sind, darüber hat die Forschung bislang keine Einigung erzielt.
In enger örtlicher, zeitlicher und stilistischer Verbindung stehen zum Meister der Georgslegende weitere Kölner Tafelgemälde, die unter den Notnamen Meister der Lyversberger Passion und Meister des Marienlebens angesprochen werden. Die entsprechenden Künstler haben die Kunstproduktion der Kölner Malerschule in ihrer aktiven Zeit ab etwa 1460 entscheidend geprägt.

## Identifizierungsversuche
Der Maler hat kein Werk signiert und es gibt keine urkundlichen Zuordnungen zu erhaltenen Werken. Deshalb geben vor allem die Werke Auskunft, deren Zuschreibung aber nicht in allen Fällen gesichert ist.
Der Kunsthistoriker Carl Aldenhoven hat 1902 vorgeschlagen, den Meister der Georgslegende mit dem von 1453 bis 1465 in Köln nachweisbaren Maler und zeitweiligen Ratsherren Johann van Stockem zu identifizieren. Wahrscheinlich liegt die Wirkungszeit dieses Malers für den stilkritisch identifizierten Werkkomplex unter dem Notnamen des Meisters der Georgslegende zu früh. Damals wurden die größten Kölner Werkstätten von Godard Butgyen aus Aachen (Haushalt ab 1463 in Köln; gest. zwischen 1489 und 1493) und Clais Stoltze (1467 Kauf eines halben Hauses gekauft; gest. vor 1492) geführt.

## Der Georgsaltar
Der namensgebende Georgsaltar des Meisters der Georgslegende ist nach neueren Überlegungen um 1465 entstanden und im Wallraf-Richartz-Museum & Fondation Corboud in Köln zu sehen. Im geöffneten Zustand hat dieses Werk keine kompositorische und zentrale inhaltliche Mitte. Im Gegensatz zu anderen Altarbildern der gleichen Epoche macht seine chronologische Anordnung der Einzelbilder das Werk so zu einer reinen Bilderzählung, ohne ein sonst übliches Mittelbild der religiösen Verehrung. Erst besondere Interpretation der Bildlinien zeigt, dass man sich vor dem Bild ein Altarkreuz vorstellen kann, das in der Gesamtkomposition mit dem Altarbild einen solchen religiösen Focus in einer greifbaren Dimension („3D“) geben konnte. Wie in anderen ihm zuzuschreibenden Bildern zeigt der Maler räumliche Erfahrungen in einem realistisch-erfassbaren Erzählstil.
Mit dem Georgsaltar tritt um 1465 in Köln eine neue Stufe der Rezeption der niederländischen Ars Nova auf, in der besonders die tiefenräumlich und atmosphärisch angelegte Landschaftsmalerei eine neue Rolle spielt. Diese neue Malweise wird damals in Köln auch von dem Meister der Lyversberger Passion vertreten und um 1475 von dem Meister des Marienlebens fortgeführt. Die drei Künstler haben mit ihren Werkstätten die Kunstproduktion der Kölner Malerschule in der zweiten Hälfte des 15. Jahrhunderts entscheidend geprägt.
Die Herkunft des Retabels ist nicht eindeutig geklärt. Diskutiert wird eine einstige Aufstellung in der 1865 abgerissenen Benediktinerinnenkirche St. Agatha in Köln, in deren Chor die Familie Kannegiesser ausweislich der Grabplatte mit Wappen Peter Kannegiessers und seiner zweiten Frau Bela Haueiser bestattet war. Ein Gemäldeinventar aus dem Jahr 1798 erwähnt das Georgsretabel nicht. Seit den frühen 1970er Jahren wurde auch eine Herkunft aus der Kirche Groß St. Martin vorgeschlagen, für die Hans Vogts archivalische Hinweise gefunden haben soll.

## Werke (Auswahl)
Allgemein anerkannte Werke:
- Retabeltafel: Kreuzigungsretabel, sog. Saynscher Altar (um 1460, 116 × 136 cm, Eichenholz). Aachen, Domschatz[14][15]
  - Rückseite: Madonna mit den Heiligen Antonius und Franziskus
- Triptychon: Georgsaltar (um 1465, Mitteltafel: 122 × 167 cm, Flügel: 122 × 75 cm, Eichenholz). Köln, Wallraf-Richartz-Museum WRM 114–118[16]
  - Flügelaußenseiten: Geburt und Ecce Homo, Stifter (Familie um Peter Kannegiesser)

Umstrittene Werke:
- Anno und Georg (79 × 71,3 cm, Holz). New York, Sammlung W. Goldman[17]
- Vier Kirchenväter (59 × 40 cm, Eichenholz). Privatbesitz[18]
- Zyklus der heiligen Katharina (68 × 61 cm, Leinwand auf Holz). Utrecht, Aartsbisschoppelijk Museum. Frankfurt am Main, Städel[19]
- Gregorsmesse (um 1470, Leinwand, 133 × 159 cm). Köln, St. Kunibert[20][21][22]
- Triptychon mit der Kreuzigung Christi (um 1470/80). Köln, St. Kunibert